# Rous-Sarkom-Virus
Das Rous-Sarkom-Virus (RSV) ist ein RNA-Virus aus der Familie der Retroviren (Retroviridae). Es wurde 1911 von Peyton Rous zum ersten Mal beschrieben, als es ihm gelang, filtrierten zellfreien Extrakt aus Hühnertumoren in gesunde Hühner zu injizieren und damit in diesen dieselben Tumoren hervorzurufen. Die Tumoren bestanden aus Bindegewebe und wurden daher als Sarkome bezeichnet. 1966 erhielt Rous für seine Entdeckung den Nobelpreis für Physiologie oder Medizin. RSV war nach dem Aviären Leukosevirus erst das zweite Retrovirus, dessen Übertragung überhaupt beschrieben wurde.
RSV besitzt vier Gene:
- gag – codiert Kapsid-Proteine
- pol – codiert die Reverse Transkriptase, Integrase und Proteasen
- env – codiert Hüllproteine
- src – codiert eine Tyrosinkinase

Das Rous-Sarkom-Virus-Genom besitzt LTRs, die die Integration ins Wirtsgenom ermöglichen.